# 1018 Arnolda
1018 Arnolda è un asteroide della fascia principale del diametro medio di circa 16,42 km. Scoperto nel 1924, presenta un'orbita caratterizzata da un semiasse maggiore pari a 2,5409577 UA e da un'eccentricità di 0,2452625, inclinata di 7,64950° rispetto all'eclittica.
Il suo nome è in onore di Arnold Berliner, fisico tedesco che dal 1912 fu editore della rivista di scienze naturali intitolata Naturwissenschaften.